# Friedberg (Bayern)
Friedberg ist eine Stadt im bayerisch-schwäbischen Landkreis Aichach-Friedberg und grenzt an den Osten der Stadt Augsburg. Sie ist eine von 13 sogenannten leistungsfähigen kreisangehörigen Gemeinden in Bayern.

## Geographie
Das Stadtgebiet liegt fast vollständig am Westrand des tertiären Donau-Isar-Hügellandes an der Lechleite, wo der Lech sich als Gletscherschmelze in der Riss-Eiszeit ein breites Bett schuf.

### Stadtgliederung
Friedberg hat 22 Gemeindeteile (in Klammern ist der Siedlungstyp angegeben):

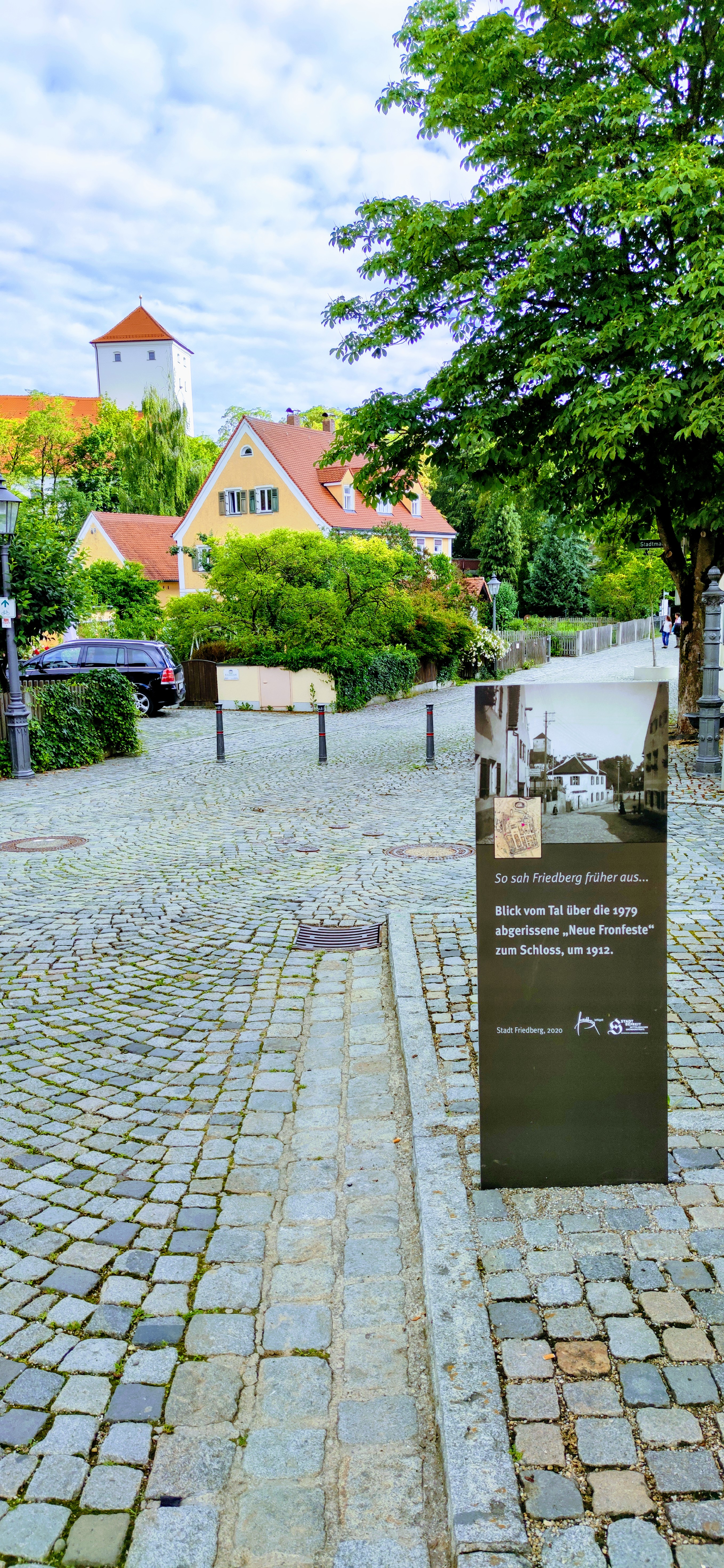
In der Altstadt

- Bachern (Pfarrdorf)
- Bestihof (Weiler)
- Derching (Pfarrdorf)
- Dickelsmoor (Siedlung)
- Friedberg (Hauptort)
- Gagers (Weiler)
- Griesbachmühle (Weiler)
- Haberskirch (Pfarrdorf)
- Harthausen (Kirchdorf)
- Heimatshausen (Dorf)
- Hügelshart (Kirchdorf)
- Ottmaring (Pfarrdorf)
- Ottoried (Einöde)
- Paar (Pfarrdorf)
- Rederzhausen (Kirchdorf)
- Rettenberg (Weiler)
- Rinnenthal (Kirchdorf)
- Rohrbach (Kirchdorf)
- Stätzling (Pfarrdorf)
- Wiffertshausen (Kirchdorf)
- Wittenberg (Einöde)
- Wulfertshausen (Pfarrdorf)

### Nachbargemeinden
An das Stadtgebiet Friedberg grenzen Augsburg, Affing, Obergriesbach, Dasing, Adelzhausen, Eurasburg, Ried und Kissing.

## Geschichte

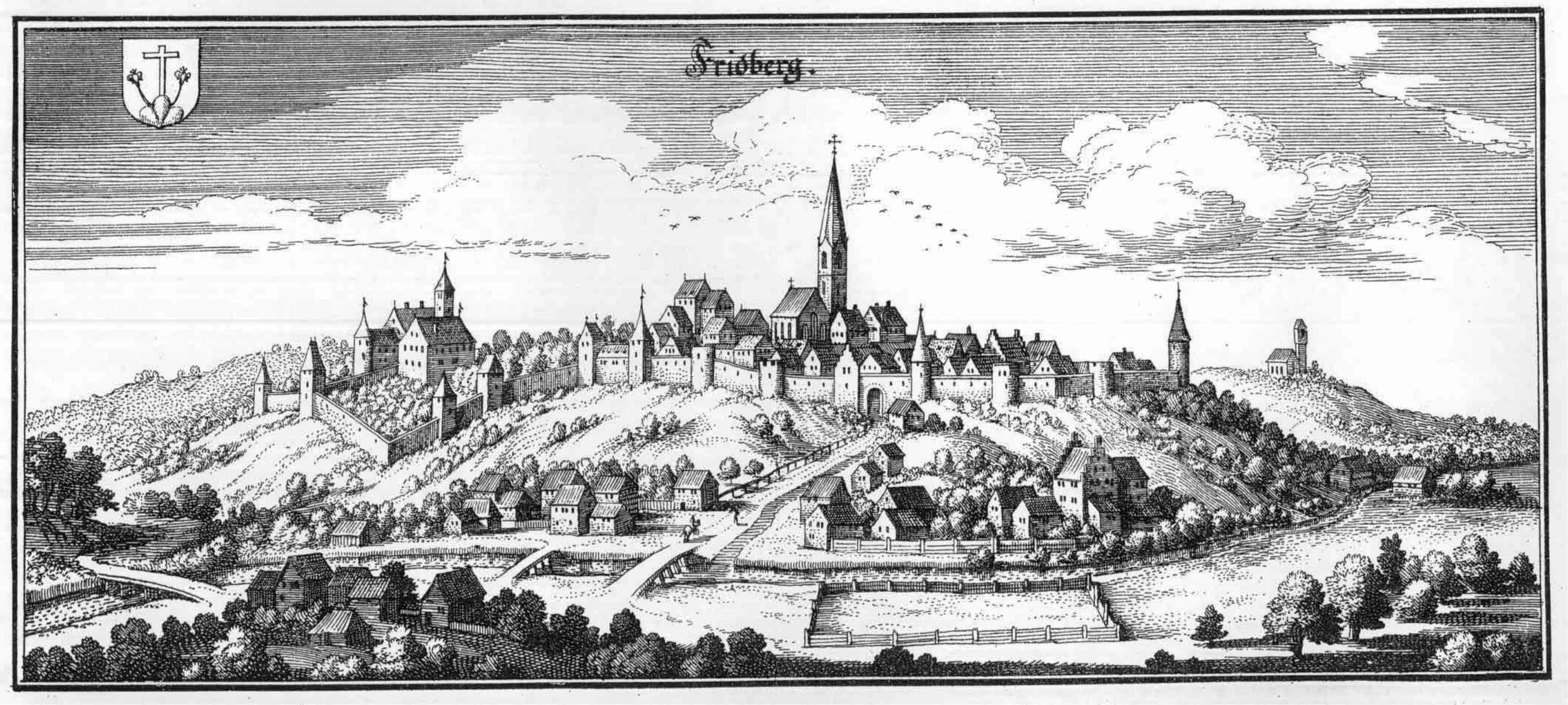
Friedberg um 1650

Friedberg um 1690/1700

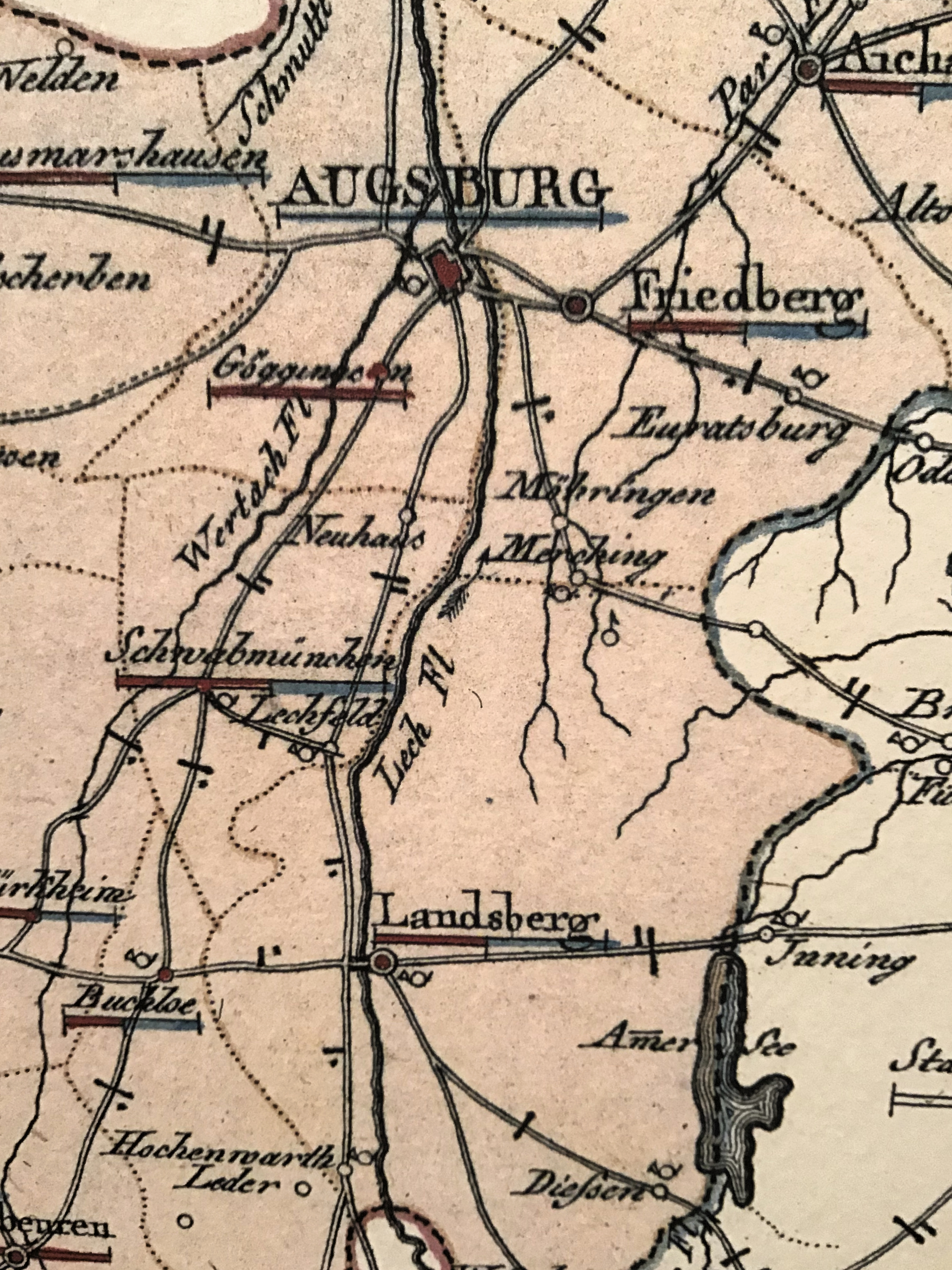
Friedberg auf einer Karte des Königreichs Bayern, 1809

Siedlungsspuren auf dem Friedberger Stadtgebiet aus der Römerzeit sind durch archäologische Befunde von Töpfereien bzw. Ziegeleien in den Gemeindeteilen Hügelshart, Rohrbach (hier ab dem letzten Drittel des 3. Jahrhunderts), Stätzling (hier Ende 3. bis Ende 4. Jahrhundert) und Wulfertshausen nachgewiesen.
Urkundlich das erste Mal erwähnt wurde das Städtchen in einem Schutzbrief des Staufers Konradin zusammen mit dem Herzog Ludwig II. an die Bürger der Stadt Augsburg des Jahres 1264: In ihm ist die Errichtung einer Burg Fridberch angekündigt, die fortan als Grenz- und Zollsicherung des Herzogtums Bayern gegenüber Schwaben und der freien Reichsstadt Augsburg dienen sollte. Diese Funktion bedeutete bald Ärger mit den mächtigen Augsburgern, die erstmals im Jahre 1396 die Stadt niederbrannten. Ihre Lage brachte der Stadt oftmals Probleme ein, da die nicht seltenen kriegerischen Auseinandersetzungen zwischen Bayern und Augsburg bzw. Schwaben meist auf dem Rücken der Stadt ausgetragen wurden. Im Jahr 1485 wird in Friedberg Balthasar Hubmaier, eine führende Täuferpersönlichkeit der Reformationszeit, geboren.
Ein Aufschwung kam erst, nachdem Herzogin Christine von Lothringen die Friedberger Burg 1568 zu ihrem Witwensitz erkor, was die Stadt in einen Mittelpunkt des bayerischen Hoflebens verwandelte. Im folgenden Jahrhundert jedoch wurde dieser blühenden Zeit ein abruptes Ende bereitet: 1599 wütete die Pest furchtbar in der Stadt, und im Dreißigjährigen Krieg wurde die Stadt gleich zweimal von den Schweden völlig vernichtet. Bis auf die Burg und die Stadtmauer ist heute kein Gebäude älter als das Rathaus, das kurz nach Kriegsende erbaut wurde. In den folgenden Jahren blühte die Friedberger Wirtschaft wieder mit Macht auf, als die zahlreich in Erscheinung getretenen Uhrmacher die Stadt wieder zu einem Mittelpunkt machten: Friedberg war damals vielen Uhrliebhabern ein Begriff, und Friedberger Uhren sind heute noch begehrt. 1753 wurde die Wallfahrtskirche Herrgottsruh errichtet, die mit zu den schönsten Kirchen des bayerischen Rokoko gehört. Von 1754 bis 1768 wurde vom bayerischen Kurfürsten Max III. Joseph im Friedberger Schloss eine Fayencemanufaktur betrieben. Im 19. Jahrhundert war Friedberg vor allem Nutznießer der drängenden Wohnungsnot im prosperierenden Augsburg.
Von 1938 bis 1945 existierte das NSV-Kindergärtnerinnen- und Hortnerinnen-Seminar Friedberg bei Augsburg, geleitet von der Jugendleiterin Maria Krawinkel.
Die beiden Weltkriege überstand die Stadt ohne größeren Schaden. Bis zu dessen Auflösung im Jahr 1972 war Friedberg Kreisstadt des Landkreises Friedberg.

### Eingemeindungen
Im Rahmen der Gebietsreform in Bayern wurde am 1. Januar 1970 die Gemeinde Wiffertshausen eingegliedert. Am 1. Januar 1974 kamen die bisherige Gemeinde Paar und der Hauptteil der aufgelösten Gemeinde Harthausen hinzu. Ottmaring, Rederzhausen und Wulfertshausen sowie Gebietsteile der aufgelösten Gemeinden Derching und Stätzling folgten am 1. Mai 1978.

### Einwohnerentwicklung
Friedberg ist die sechstgrößte Stadt Bayerisch-Schwabens. Beim Zensus am 9. Mai 2011 zählte Friedberg 28.640 Einwohner. Am 31. Dezember 2019 lebten in Friedberg 29.979 Bürger. Zwischen 1988 und 2019 wuchs die Stadt von 25.668 auf 29.979 um 4.311 Einwohner bzw. um 16,8 %.

## Politik

### Stadtrat
Der Friedberger Stadtrat setzt sich aus dem Ersten Bürgermeister und 30 Stadträten zusammen. Zum Nachfolger des seit 2002 amtierenden Ersten Bürgermeisters Peter Bergmair wurde in der Stichwahl am 30. März 2014 Roland Eichmann (SPD) gewählt, nachdem im ersten Wahlgang kein Kandidat die absolute Mehrheit erreicht hatte. Bergmair war nicht erneut zur Wahl angetreten. 2020 setzte sich Roland Eichmann (SPD) im ersten Wahlgang mit 52,08 % gegenüber den anderen Kandidaten durch.
- SPD: 5
- Grüne: 5
- FDP: 1
- Parteifrei: 3
- ÖDP: 1
- FW: 3
- CSU: 12

| Parteien        | 2020    | 2020    | 2020    | 2020    | 2014   | 2014   |
| Parteien        | Anteil  | Sitze   | ±Anteil | ±Sitze  | Anteil | Sitze  |
| --------------- | ------- | ------- | ------- | ------- | ------ | ------ |
| CSU             | 39,14 % | 12      | −3,9 %  | −1      | 43,0 % | 13     |
| SPD             | 17,55 % | 5       | −5,7 %  | −2      | 23,2 % | 7      |
| Grüne           | 16,67 % | 5       | +7,7 %  | +2      | 9,0 %  | 3      |
| FW              | 8,94 %  | 3       | +1,4 %  | +1      | 7,5 %  | 2      |
| Parteifreie     | 8,99 %  | 3       | −2,4 %  | ±0      | 11,4 % | 3      |
| FDP             | 3,88 %  | 1       | +1,1 %  | ±0      | 2,8 %  | 1      |
| ÖDP             | 4,83 %  | 1       | +1,6 %  | ±0      | 3,2 %  | 1      |
| Wahlbeteiligung | 62,27 % | 62,27 % | +4,37 % | +4,37 % | 57,9 % | 57,9 % |

### Wappen
Mit der Gründung der Stadt Friedberg im Jahre 1264 wurde auch ein Siegel verliehen, das dem heutigen Wappen sehr ähnlich war. Im Jahre 1297 wird das Wappen erstmals urkundlich erwähnt, es handelt sich damit um eines der ältesten Wappenbilder Bayerns.
| Wappen von Friedberg (Bayern) | Blasonierung: „In Blau auf grünem Sechsberg ein rotes Kreuz zwischen zwei aus dem mittleren Berg aufwachsenden silbernen Lilienstängeln.“ |
| Wappen von Friedberg (Bayern) | Wappenbegründung: Die Darstellung des Sechsberges deutet auf die Ansiedlung im Hügelland hin, wobei der blaue Hintergrund eine Verbindung zum Herzogtum Bayern und zum Haus Wittelsbach herstellt. Das mittig angeordnete Kreuz symbolisiert den Marktfrieden und bezieht damit auch den Stadtnamen mit ein. Die Gerichtsbarkeit bzw. Rechtsprechung in Friedberg wird mit den beidseitig angeordneten Lilien versinnbildlicht. |

### Städtepartnerschaften
Es gibt sechs Partnerstädte:
- Italien: Völs am Schlern, Südtirol, seit 1964
- Österreich: Friedberg, Steiermark, seit 1966
- Frankreich: Bressuire, seit 1992
- Vereinigtes Königreich: Chippenham, England, seit 1992
- Vereinigte Staaten: Städtepartnerschaft Friedberg-La Crosse, seit 2002[18]
- 🇹🇬 Togo: Zafi in der Kommune Yoto 2, seit 2023[19]

## Kultur und Sehenswürdigkeiten

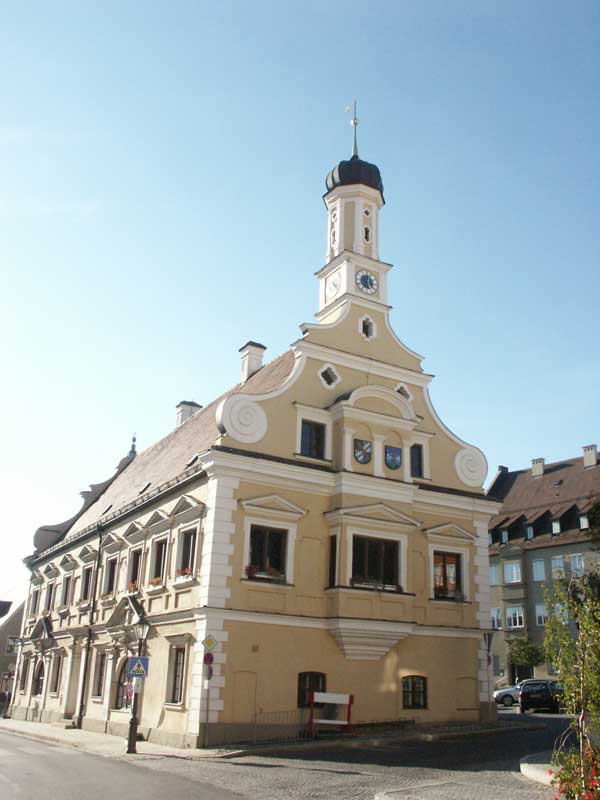
Friedberger Rathaus

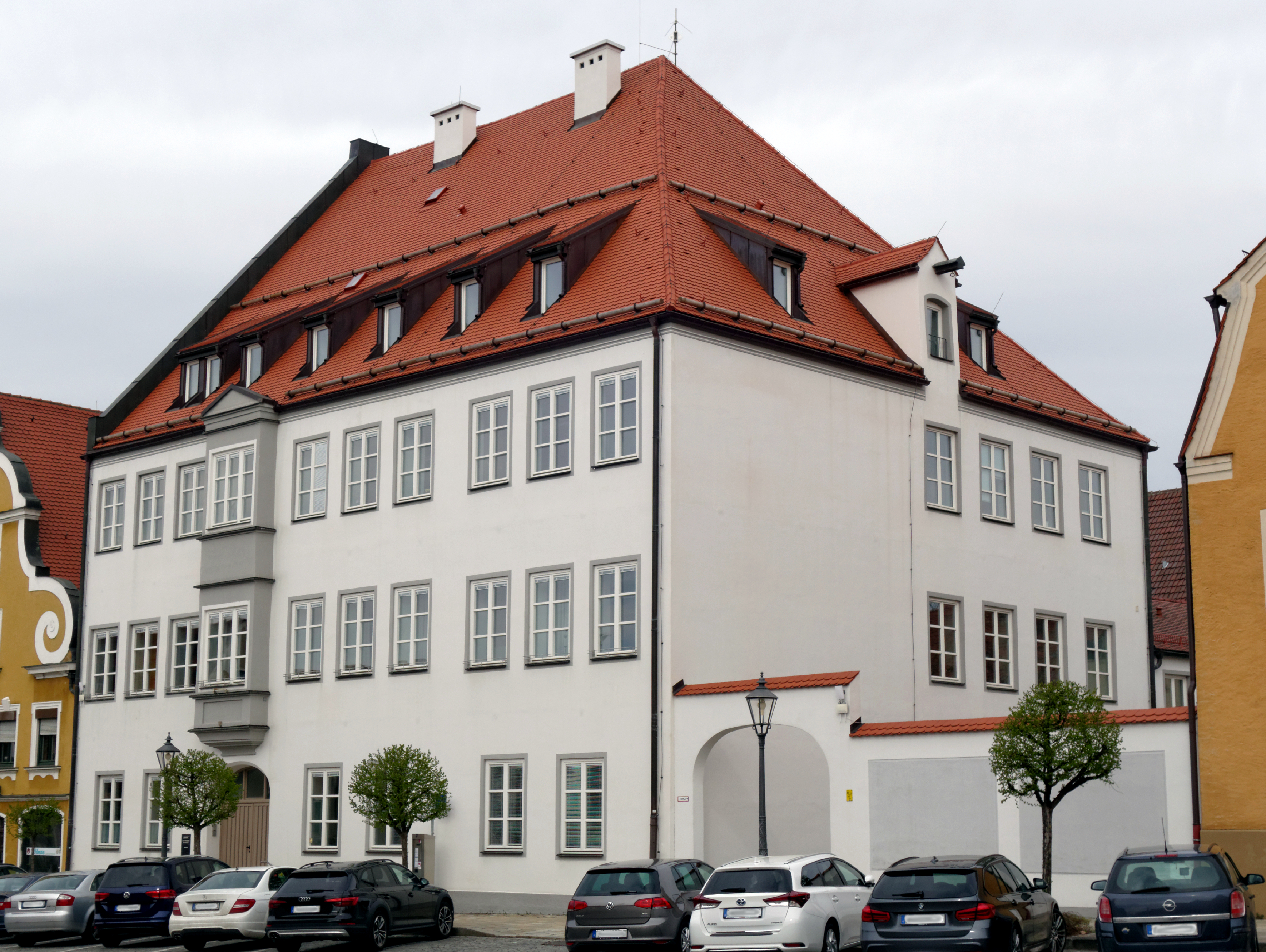
Ehemaliges Jesuitenkolleg am Marienplatz in Friedberg

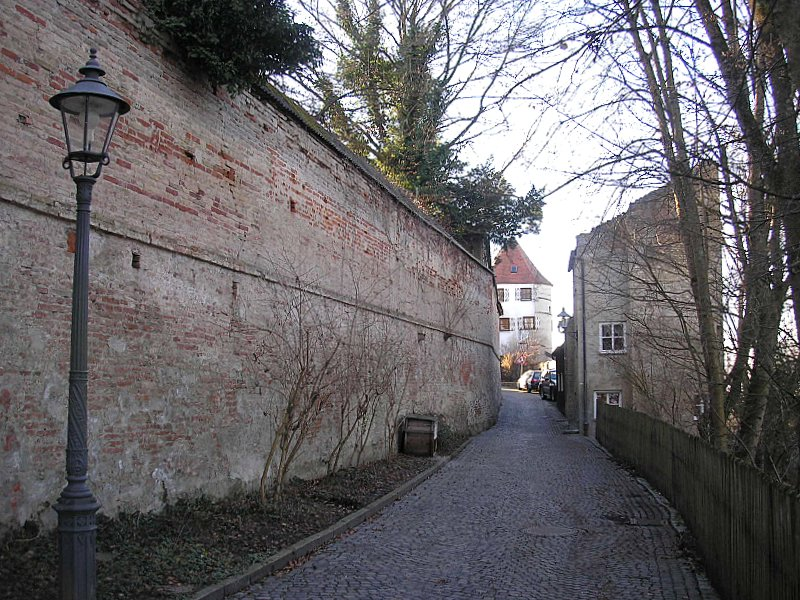
Historische Stadtmauer

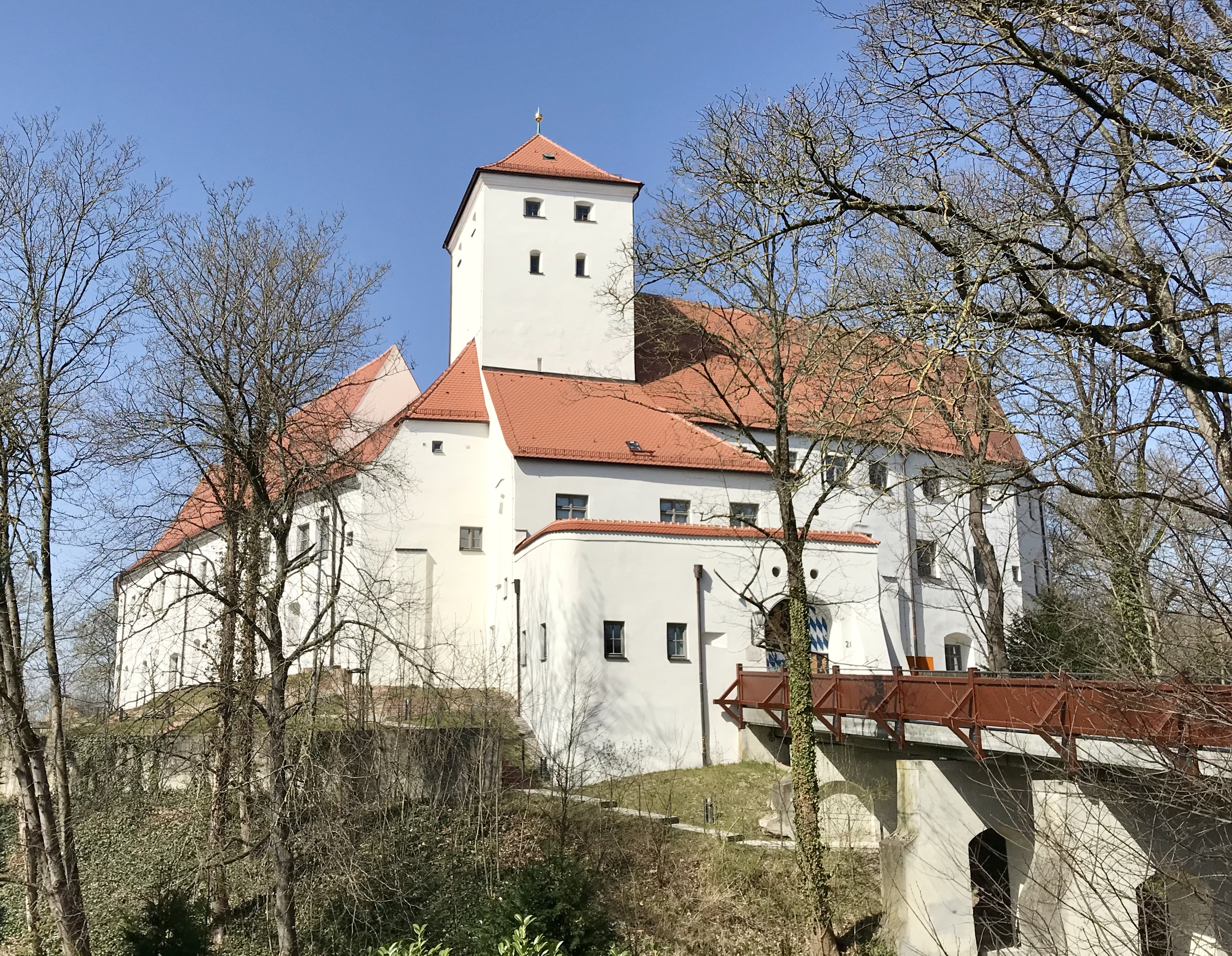
Wittelsbacher Schloss

### Museen
- Schlossmuseum Friedberg mit vielen bestens erhaltenen Friedberger Uhren

### Bauwerke
- Schloss Friedberg (1257 erbaut, heutiges Gebäude größtenteils aus dem 16. Jahrhundert)
- Rathaus (um 1680), erbaut von einem Schüler des Elias Holl
- Pfarrkirche St. Jakob (1871–1872)
- Wallfahrtskirche „Unseres Herrn Ruhe“ (1731–1753), einer der schönsten Rokokobauten in Bayern
- Marienbrunnen mit Pestsäule auf dem Marienplatz (um 1600)
- Kirche St. Stephan, (1698)
- Kirche St. Afra im Felde (1710). An dieser Stelle soll die Heilige Afra den Märtyrertod gestorben sein.
- Wallfahrtskapelle Maria Alber (1686)
- Historische Stadtmauer (1409)
- Pallottikirche (1955 erbaut, 2013 umgestaltet) mit einer Gedenktafel für den Pazifisten und Pallottinerpater Franz Reinisch, der den Eid auf Hitler verweigerte und deswegen 1942 in Brandenburg-Görden ermordet wurde[20]
- St. Georg (Rettenberg)

### Regelmäßige Veranstaltungen
- Friedberger Zeit (auch Altstadtfest genannt), eine der größten historischen Veranstaltungen Schwabens. Alle drei Jahre, nächster Termin ist 2028.
- Skatertag (jeweils an einem Sonntag, Ende Mai)
- Karitativer Christkindlmarkt
- Friedberger Advent(-smarkt)
- Friedberger Volks- und Heimatfest, jährlich Anfang – Mitte August auf dem Volksfestplatz
- Fête de la Musique, seit 2015 nimmt Friedberg jedes Jahr am 21.6. an diesem weltweiten Festival teil[21]
- Friedberger Musikwettbewerb in der „Friedberger Schule für Musik“, gesponsert vom Lions-Club
- verkaufsoffener Marktsonntag, viermal jährlich (März: Judikamarkt, Juni: Johannimarkt, September: Matthäusmarkt, November: Martinimarkt) in der Friedberger Altstadt
- Seifenkistenrennen
- Friedberger Halbmarathon am letzten Feriensonntag im September, erstmals durchgeführt 2003
- Friedberger Faschingsumzug[22] mit anschließender Feier in Friedberger Tiefgarage Ost (organisiert vom Jugendclub Friedberg e. V.[23]), jährlich am Faschingsdienstag.

### Sport
- Die Männermannschaft der Volleyballer des TSV Friedberg spielt in der 3. Deutschen Volleyball-Bundesliga.
- Die Männermannschaft der Handballer des TSV Friedberg spielt in der Bayernliga.
- Die Männermannschaft der Judoka der Sportfreunde Friedberg kämpft in der Bayernliga.[24]
- Seit 2009 hat der TSV Friedberg eine äußerst erfolgreiche Sportakrobatik Gruppe, unter anderem mit deutschen Vizemeistern.
- Über die Grenzen von Friedberg hinaus bekannt ist der Friedberger Baggersee (Größe: ca. 450 x 430 m; Wasserfläche: ca. 18 ha) mit seinem Wasserskilift. Parkplätze, große Liegewiesen, Beach-Volleyball, Kinderstrand, sanitäre Anlagen, Restaurant, Kiosk und Wasserwachtstation sind vorhanden.
- Seit 2002 findet jährlich das Event Friedberg bewegt sich statt.
- Darüber hinaus gibt es in Friedberg zwei ortsansässige Fußballmannschaften: den TSV Friedberg und die Sportfreunde Friedberg.
- Seit 1948 wird beim TTC Friedberg Tischtennis gespielt.[25]

## Wirtschaft und Infrastruktur

### Unternehmen
Die wirtschaftliche Situation in Friedberg stützt sich auf eine große Bandbreite an kleinen und mittleren Unternehmen in den verschiedensten Branchen. Der Ausbau als Wirtschaftsstandort hat dazu geführt, dass es mehr Ein- als Auspendler aus dem Stadtgebiet gibt.
Überregional bekannt ist vor allem das Möbelhaus Segmüller, welches seine Hauptfiliale und Polstermöbelfabrik in Friedberg unterhält.
Die Firmen konzentrieren sich auf drei Gewerbegebiete. Das älteste liegt im Südosten der Kernstadt, wo mit Tenneco (Herstellung von Kolbenringen und Zylinderlaufbuchsen) einer der größten Arbeitgeber seinen Sitz hat. Im zweiten Gewerbegebiet nördlich von Friedberg-West liegt unter anderem die Großbäckerei Landbäckerei Ihle, der größte Bäcker Bayerns. Das dritte Gewerbegebiet liegt im nördlichsten Ortsteil Derching, direkt an der Autobahnausfahrt Friedberg. Hier ist die Firma Gruma erwähnenswert und eine Clusterbildung im Bereich Hebe- und Steigtechnik.

### Bildung
| Name                                                                  | Schulart                              | hauptamtliche Lehrkräfte | Schüler (SJ 2018/2019) | Besondere Angebote |
| --------------------------------------------------------------------- | ------------------------------------- | ------------------------ | ---------------------- | --- |
| Grundschule Friedberg-Süd                                             | Grundschule                           | 18                       | 264                    | Offene Ganztagesschule                                                                                                  |
| Theresia-Gerhardinger-Grundschule Friedberg                           | Grundschule                           | 22                       | 347                    | Chor, AG Orff, Kreativ Gruppe, Ganztagsklasse, Streitschlichter                                                         |
| Vinzenz-Pallotti-Schule – Sonderpädagogisches Förderzentrum Friedberg | Förderschule                          | 35                       | 231                    | Ganztagsklassen, Verlängerte Nachmittagsbetreuung, Offene Ganztagsschule, MSD & MSH, Sonderpädagogische Beratungsstelle |
| Mittelschule Friedberg                                                | Mittelschule                          | 36                       | 391                    | Offene Ganztagesschule, M-Klassen                                                                                       |
| Konradin Realschule                                                   | Realschule                            | 53                       | 785                    | Offene Ganztagsschule, Erasmus +, Theater, Orchester, Band, Artistik, Imkerei                                           |
| Staatliches Gymnasium Friedberg                                       | Gymnasium                             | 62                       | 760                    | Offene Ganztagsschule, Diverse Profilkurse und AG's                                                                     |
| Staatl. Fachoberschule Friedberg                                      | Fachoberschule                        | 57                       | 837                    | iPad-Klassen |
| Staatl. Berufsoberschule Friedberg                                    | Berufsoberschule                      | 5                        | 88                     | - |
| Pastoraltheologisches Institut (Hochschule, 1961 gegründet)           | Pastoraltheologisches Institut (PthI) | keine Daten              | keine Daten            | keine Daten |

### Verkehr
Südlich des Stadtzentrums liegt der Bahnhof Friedberg (b Augsburg) an der Bahnstrecke Ingolstadt–Augsburg-Hochzoll (Paartalbahn).
Vom Augsburger Hauptbahnhof führt die Straßenbahnlinie 6 der Augsburger Verkehrsgesellschaft über die Augsburger Stadtteile Textilviertel, Herrenbach und Hochzoll nach Friedberg-West.
Die Buslinie 200 (Stadtbus Friedberg) verbindet die Innenstadt (Friedberg Ost – Friedberg Süd – Friedberg Bahnhof – Friedberg West) sowohl mit der Paartalbahn als auch mit der Straßenbahnlinie 6.
Darüber hinaus verkehren viele Regionalbuslinien des AVV vom Friedberger Stadtgebiet in die Stadtteile sowie ins Umland.
Über die Bundesautobahn 8 ist Friedberg wie folgt zu erreichen:
Ausfahrt 74a – Friedberg (Bayern) – Kreisstraße AIC 25-neu, die zur Kreuzung Bundesstraße 300 im Stadtgebiet führt.

## Persönlichkeiten

### Ehrenbürger der Stadt Friedberg
- 1860: Cäsar Widder, Königlicher Landrichter, kümmerte sich um das Schulwesen und gründete ein Spital
- 1913: Kaspar Wieland, 1. Bürgermeister und Landtagsabgeordneter
- 1916: Josef Probst, Königl. Geistlicher Rat und Stadtpfarrer von St. Jakob (1891–1919)
- 1920: Karl Brennfleck, Bezirksamtmann von 1895 bis 1923
- 1930: Robert Hartl, Ehrenbürgermeister (im Amt 1914 bis 1932) und Kreisbranddirektor
- 1957: Karl Lindner, 1. Bürgermeister (Januar bis Juni 1933 und April 1945 bis Januar 1946) und Landrat des Altlandkreises Friedberg
- 1972: Christian Wallenreiter (1900–1980), Intendant des Bayerischen Rundfunks
- 1991: Georg Fendt, Landtagsabgeordneter (1966–1990) und 2. Bürgermeister
- 2004: Albert Kling, 1. Bürgermeister von 1978 bis 2002
- 2014: Reinhard Pachner (* 1944), Kreisrat, Stadtrat, 2. Bürgermeister sowie von 2002 bis 2013 Landtagsabgeordneter
- 2016: Theodor Körner (1941–2018), Kreis- und Stadtrat, Landrat von Juli 1989 bis April 2002

### Söhne und Töchter der Stadt
- Afra von Augsburg († 304), christliche Märtyrerin (auf dem Gebiet der Stadt, zur Geburt war Friedberg noch nicht gegründet)
- Balthasar Hubmaier (1485–1528), katholischer Priester, Waldshuter Reformator und führende Persönlichkeit der Täuferbewegung
- Hans Kießling (16. Jahrhundert), Maurer und Diakon der Augsburger Täufergemeinde
- Anton Ginther (1655–1725), katholischer Dekan und Autor geistlicher Werke
- Anna Maria Peter (1670–1718), (nicht leibliche) Großmutter von Wolfgang Amadeus Mozart
- Johann Caspar Öberl (1700–1767), Barockbildhauer
- Maria Aleydis Zech (1713–1773), Zisterzienserin und Äbtissin der Reichsabtei Heggbach
- Karl Klocker (1748–1805), Benediktiner und letzter Abt des Klosters Benediktbeuern
- Alois Geistbeck (1853–1925), Lehrer, Geograph und Schulbuchautor
- Hans Segmüller, Gründer des gleichnamigen Einrichtungsunternehmens
- Andreas Klaus (* 1937), Motorradrennfahrer
- Dieter Ludwig Scharnagl (1941–2015), Motorsport-Journalist
- Helmut-Maria Glogger (1947–2016), Schweizer Journalist und Autor
- Anton Losinger (* 1957), Weihbischof
- Reinhard Kindermann (* 1960), Fußballspieler
- Michael Fuchs-Gamböck (* 1965), Redakteur und Autor
- Firat Arslan (* 1970), Boxer
- Martin Birnbaum (* 1970), Schauspieler und Musicaldarsteller
- Birgit Adam (* 1971), Literatur- und Kommunikationswissenschaftlerin
- Claus Reichel (* 1986), Filmproduzent
- Nikolai Link (* 1990), Handballspieler
- Marco Richter (* 1997), Fußballspieler
- Lukas Petkov (* 2000), Fußballspieler